# Багамское море
Бага́мское море (устар. Бахамское море) — атлантическое межостровное море в Вест-Индском архипелаге. Относится к Средне-Американскому океаническому бассейну.
Ограничено Багамами — на северо-востоке, Флоридой — на северо-западе, Кубой — на юго-западе, Гаити — на юге.
Выделение данного района Атлантического океана под названием моря является малоупотребительным. Международная гидрографическая организация не признаёт существование Багамского моря, никак не выделяя и не именуя соответствующую часть мирового океана.
Самое глубокое место, 4316 м, находится на юго-востоке. Большая часть северо-западной части моря приходится на Большую Багамскую банку с глубинами до 150 м.
Солёность — 36,5 ‰, температура поверхности — 25—28 °C.
В Багамском море преобладает постоянное течение, направленное на северо-запад.